# عبير الوزان
عبير الوزان (20 أكتوبر 1974 -)، مذيعة كويتية. وهي ابنة بطل رالي الكويت طارق الوزان. قدمت عدد من البرامج في أكثر من قناة، وكانت بدايتها في تقديم البرامج في قناة الوطن عام 2007 لفترة بسيطة. أما بدايتها الفعلية كانت من خلال قناة فنون في عام 2009. اعتزلت المجال الفني بعام 2011.

## البرامج التي قدمتها
| اسم البرنامج           | على قناة     |
| ---------------------- | ------------ |
| بنات وبس               | قناة الوطن   |
| صح ولا غلط             | قناة العدالة |
| هنا الكويت             | قناة العدالة |
| نايت شو                | قناة فنون    |
| مهن غير                | قناة فنون    |
| لوكيشن                 | قناة فنون    |
| جد ولعب - الجزء الثالث | قناة فنون    |
| أول مرة                | قناة فنون    |
| ميلاد نجم              | قناة فنون    |
| بناتي                  | قناة فنون    |
| نجمة وقمر              | قناة فنون    |

## روابط خارجية
- عبير الوزان على موقع قاعدة بيانات الأفلام العربية